# جلال قیامی میرحسینی

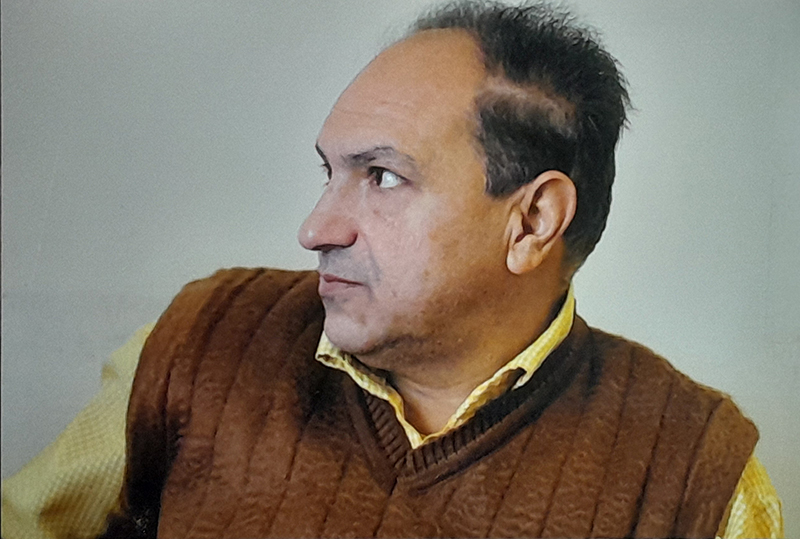
جلال قیامی میرحسینی

جلال قیامی میرحسینی (زادهٔ ۲ خرداد ۱۳۴۵) نویسنده ایرانی است. او در یک خانوادهُ کارگری در مشهد چشم به جهان گشود. تحصیلات را در مشهد گذراند و پس از اخذ لیسانس به تدریس در دبیرستان‌ها پرداخت. وی در سال ۱۳۷۲ به استخدام بنیاد پژوهش‌های اسلامی آستان قدس رضوی درآمد و در سال ۱۴۰۲ بازنشسته شد. قیامی از همان دورهُ دانشجویی علاوه بر تدریس به ویرایش نیز می‌پرداخت و کتاب‌های زیادی را ویرایش کرد. در سال‌های فعالیت در بنیاد پژوهش‌ها نیز وی در سمت ویراستار شاغل بود. قیامی با شرکت در انجمن ادبی فرخ به‌طور غیر مستقیم شاگرد آن مرحوم به‌شمار می‌آید. از میان آثار وی تصحیح دیوان محمود فرخ، ده چهره، ده نگاه و خاطرات لطفعلی خان بیش از دیگر کارهایش مورد توجه قرار گرفته‌اند و در مطبوعات بازتاب یافته‌اند.
قیامی شعر نیز می‌سراید و از مجموعه اشعار وی می‌توان به من آینه‌ام تو آفتابی (با مقدمهُ نجیب مایل هروی)، برگ‌های خاکستری و معشوق باستانی سنگ اشاره کرد.

در کتاب تذکره‌ٔ شاعران مشهد دربارهٔ او می‌خوانیم:
شعرهای او سرشار از غم و اندوه، یأس و ناامیدی، اعتراض به روزگار و سرنوشت، مرگ‌طلبی و ستایش از آزادی و آزادگی‌ست. در حقیقت او را باید شاعری اجتماعی و سیاسی دانست.

## آثار
- ده چهره، ده نگاه، ۱۳۸۵، نشر خانه آبی[۷]
- دیوان محمود فرخ به کوشش جلال قیامی، ۱۳۹۲، نشر اردشیر[۸]
- از روستا به شهر، به کوشش سیدجلال قیامی میرحسینی، ۱۳۹۹، دارالموده، قم[۹]
- کلاغه میگه غار غار خبر خبر خبردار، ۱۴۰۲، نشر محقق، مشهد[۱۰]
- خاطرات لطفعلی خان، به تصحیح و تحقیق جلال قیامی میرحسینی، ۱۳۹۶، تهران، نشر روزگار[۱۱]
- ماشین‌نوشته‌ها، ۱۴۰۲، نشر محقق، مشهد[۱۲]
- جنگل تر، ۱۳۸۳، مشهد، بنیاد پژوهش‌های اسلامی آستان قدس رضوی[۱۳]
- برگ‌های خاکستری[۱۴]
- معشوق باستانی سنگ[۱۵]

## مقالات و گفت‌وگوها
- فرهنگ نویسی یا کتابسازی[۱۶]
- نسیم آشنا کو تا ز گل بی‌پرده‌تر گردم[۱۷]
- جلال قیامی از شعر قهرمان می‌گوید، شهرآرا[۱۸]
- رباعیات متخلص، پسوند «کده» و چند ردیف نو در دیوان حزین لاهیجی[۱۹]
- با خود بسنج وسعت میدان خویش را نقدی بر دیوان حزین لاهیجی، به تصحیح ذبیح‌الله صاحبکار[۲۰]
- ستم بر زبان فارسی (نگاهی به کتاب فارسی سال اول راهنمایی)[۲۱]
- پارسی را این گونه پاس ندارید (نقدی بر کتاب فارسی دوم راهنمایی)[۲۲]
- شریح قاضی و فتوای امام حسین (ع)[۲۳]